# クリスティーナの世界
『クリスティーナの世界』（英: Christina's World）は、アメリカ合衆国の画家アンドリュー・ワイエスが1948年に描いたテンペラ画。20世紀中期の最も有名なアメリカの絵画の1つである。樹木の無い殆どが黄褐色の草原に覆われた地面に横たわり、地平線に見える灰色の家や隣接する小さい離れ、納屋を見上げる女性を描いている。
この写実主義で描かれたテンペラ画は、パーマネントコレクションの一部としてニューヨーク近代美術館に展示されている。

## 背景
描かれている女性は、アンナ・クリスティーナ・オルソン（1893年5月3日 - 1968年1月27日）である。彼女はCMTに罹り、下半身が麻痺していたことがわかっている。即ち絵の中のオルソンは腰を下ろして寛いでいるのではなく、このように這って進むしか出来なかったのである。ワイエスは家の窓から草原の向こうを這っているクリスティーナを見て、創作意欲を掻き立てられた。1953年にアルフレッド・バー（後述）に宛てた書簡で、ワイエスは「大部分の人が絶望に陥るような境遇にあって、驚異的な克服を見せる彼女の姿を正しく伝えることが私の挑戦だった。」と書いている。ワイエスはこの地に夏の別荘を所有しており、オルソンと親しくなって1940年から1968年にかけて彼女や彼女の弟をモデルに絵を描いた。オルソンはこの作品の創作欲を刺激し、題材となった人物ではあるが全身がこの絵のモデルとなったのではない。描かれた胴部はワイエスの妻ベッツィがモデルを務めた。ワイエスがこれを描いた当時、オルソンはすでに55歳だった。

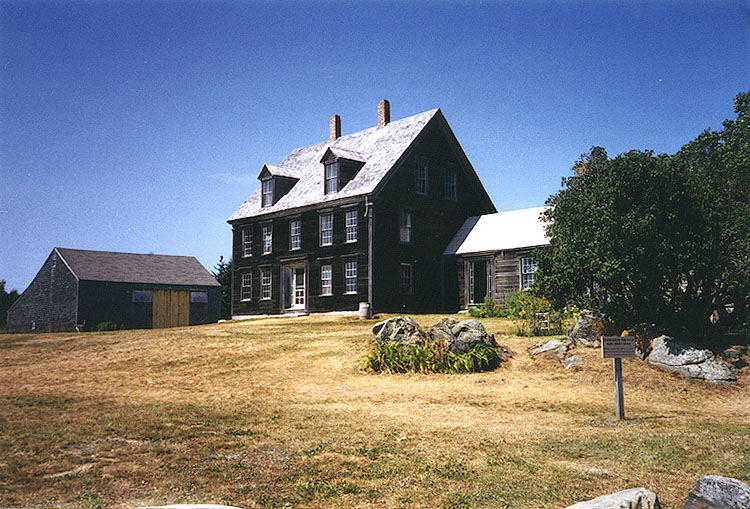
オルソン・ハウス（1995年）

描かれている家はメイン州クッシングにあり、オルソン・ハウスと呼ばれている。オルソン・ハウスはアメリカ合衆国国定歴史建造物に指定されており、ファーンズワース・アート・ミュージアムが管理し、一般に公開されている。ワイエスは絵の中で実際より家と納屋を離して描いている。

## 反響と歴史
『クリスティーナの世界』は、1948年にマンハッタンのマクベス・ギャラリーで初公開された。当時は批評家からは殆ど注目されなかったが、MoMAの初代館長アルフレッド・バーが直ちに1,800ドルで買い取った。バーは絵をMoMAの呼び物にし、その人気は年月とともに徐々に高まっていった。今日、この作品はアメリカ美術の象徴と見なされ、外部に貸し出されることは稀である。

## 他メディアへの登場
アーサー・C・クラークの小説「2001年宇宙の旅」で、デビッド・ボーマン船長がスターゲイトを旅した後「優雅で名も無きホテルのスイートルーム」の居間を観察している時、「クリスティーナの世界」（とゴッホの「アルルの跳ね橋」）を見つける。
ガース・エニスのグラフィックノベル「Preacher」において主人公の母親（クリスティーナという名前でもある）は、彼女の家族歴への個人的関わりによってクリスティーナの世界につながっている。 絵はシリーズ中に何度か登場する。
スティーヴン・キングの『ダーク・タワー』シリーズ第4部で、ガンスリンガーの1人は仲間が真新しい車椅子を見つけた時この絵を思い出す。
2005年の映画『ローズ・イン・タイドランド』（テリー・ギリアム監督）では、ジェライザ・ローズが登場するいくつかのシーンの画面構成がクリスティーナの世界に非常に類似している。
2012年のスウェーデン映画『ヒプノティスト-催眠-』（ラッセ・ハルストレム監督）のシモーヌの催眠シーンで、クリスティーナの世界を模した遠くに家が見える丘に、彼女は絵の様に横たわっている。
2013年の映画『オブリビオン』（ジョセフ・コシンスキー監督）の数シーンでこの絵が登場する。
ブルーマンのライブパフォーマンス「Twinkie Feast」の背景として、この絵が使用されている。
絵に描かれているオルソン・ハウスは、テレビゲーム『サイレントヒル』シリーズに登場するギレスピー邸のデザイン、レイアウトの着想の元になっている。ダリア・ギレスピーが神を宿した娘アレッサを犠牲にしたのはこの家である。家は最後に大火災で6棟の近隣の建物を巻き添えにして滅び去る。
オランダの作家レナーテ・ドレスタインは短編「Want dit is mijn lichaam」で絵を巡る芸術的な世界を構築した。作品内では絵は『マリアの世界』と呼ばれ、画家ヨブ・オルソンが娘マリアをモデルとして描いた一連の作品の1つである。登場人物は全くの架空であるが、物語の最後の注釈で『クリスティーナの世界』をこの小説の主要なインスピレーションの源であると認めている。